# Имали, Максимила
Максимила Имали (род. 8 февраля 1996 года) — кенийская легкоатлетка. Принимала участие в беге на 400 метров среди женщин на чемпионате мира по легкой атлетике 2017 года.
В мае 2019 года была исключена из национальной команды по легкой атлетике из-за решения Спортивного арбитражного суда по делу Кастер Семеня.